# B. Prabha
Prabha Agge, más conocida como B. Prabha (Maharashtra, 1933–2001) fue un prolífica artista india que trabajó principalmente en óleo sobre lienzo. Es conocida especialmente por sus gráciles y alargadas figuras de mujeres rurales pensativas, cada una dominada por un solo color. En el momento de su muerte, su obra se había exhibido en más de 50 exposiciones y había llegado a importantes colecciones de arte, incluidas la Galería Nacional de Arte Moderno de la India, la Colección de Arte TIFR, y la Colección de Arte Air India.
Prabha comenzó a trabajar en una época en la que en la India había pocas mujeres artistas. Se inspiró profundamente en el trabajo de la influyente modernista Amrita Sher-Gil. Al igual que Sher-Gil, las protagonistas de las obras de Prabha eran generalmente mujeres. Se sintió conmovida por la difícil situación de las mujeres rurales y, con el tiempo, se convirtieron en el tema principal de su obra. En una entrevista con Youngbuzz India, señaló: "Todavía no he visto a una mujer feliz". Sus pinturas también abarcan una amplia gama de temas, desde paisajes hasta cuestiones sociales como las sequías, el hambre y la falta de vivienda.

## Biografía
Prabha Agge creció en el pequeño pueblo de Bela, cerca de Nagpur en Maharashtra, India. Durante sus años de formación, se interesó tanto por la música como por el arte. Su hermano mayor le aconsejó que no siguiera dos vocaciones a la vez, por lo que tras acabar sus estudios se decidió por el arte. Una de sus primeras inspiraciones fue la pionera artista moderna indio-húngara, Amrita Sher-Gil. Al igual que Sher-Gil, Prabha soñaba con ser una artista de renombre y llevar sus pinturas a todos los rincones del mundo. Estudió en la Escuela de Arte de Nagpur, antes de mudarse a Bombay con una beca, completando sus estudios en Pintura y Pintura Mural en la Escuela de Arte Sir JJ, en el año 1954-55. Fue aquí donde conoció a su marido, el artista y escultor B. Vithal, con quien se casó en 1956. Badwelgar o B. Prabha adquirió así una nueva firma. En Bombay, la pareja de artistas luchó por abrirse camino, vendiendo piezas de joyería familiar y a veces dependiendo de la ayuda de amigos para conseguir un lugar donde quedarse y guardar sus obras.

## Carrera profesional
En su primera exposición, celebrada cuando todavía era estudiante en la escuela de arte, tres de las pinturas de Prabha fueron adquiridas por Homi J. Bhabha, eminente científico nuclear y mecenas de las artes, para la icónica colección de arte del Tata Institute of Fundamental Research. El estilo formal característico de Prabha evolucionó tras su matrimonio con B. Vithal, pasando de una abstracción moderna a una figuración más decorativa. La pareja de artistas realizó su primera exposición conjunta en 1956, año en que se casaron.
Las gráciles y alargadas figuras de mujeres rurales de Prabha resaltaban sus vidas, su trabajo y la muy real amenaza contemporánea de la sequía, el hambre y la falta de vivienda. Es importante destacar que Prabha, una mujer que se dedicaba al arte en una época en la que las mujeres eran oprimidas sin complejos, utilizó su posición y su voz como artista para ponerlo de manifiesto. Aunque hoy su obra podría parecer simple documentación de las figuras de las mujeres rurales, hace unas décadas sus obras eran observaciones rebeldes y conscientes sobre el espíritu y la difícil situación de estas mujeres. Como ella misma decía: "Mi objetivo es pintar el trauma y la tragedia de las mujeres".

## Obra

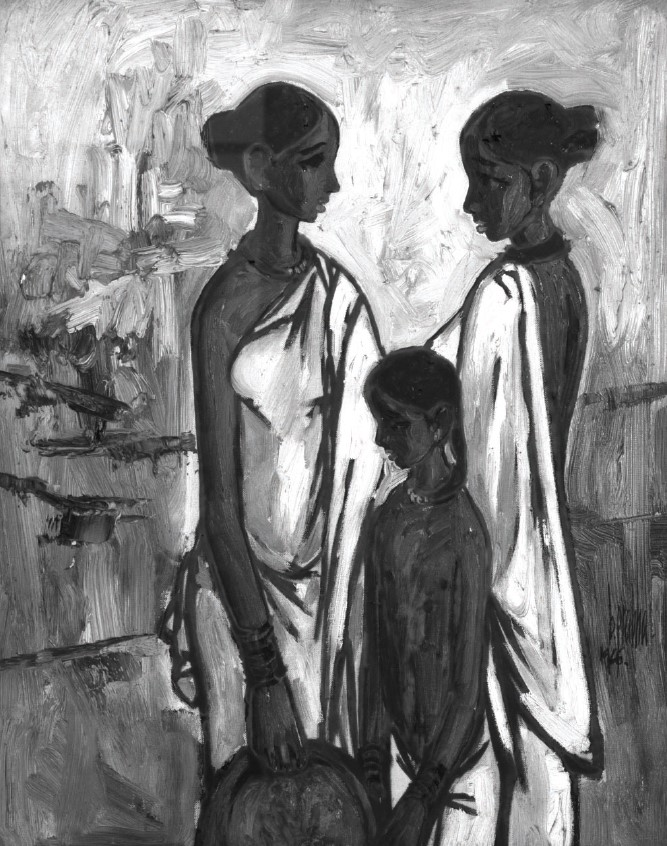
Chismes, óleo sobre lienzo / B.Prabha / 1970

### Colecciones y comisiones

#### Colección de arte de Air India
Air India compró su primer conjunto de seis pinturas a Prabha por 87,50 rupias en 1956, cuando todavía era una joven licenciada en arte. Prabha fue al departamento de arte de Air India y preguntó si la empresa estaría dispuesta a adquirir algunas de sus pinturas de mujeres indias, los ejecutivos estuvieron de acuerdo y así nació una nueva colección de arte. La Colección Maharajá, como se la denomina, creció hasta alcanzar 4000 obras durante las siguientes seis décadas, convirtiéndose en una de las colecciones de arte más importantes de la India. La colección, que comenzó precisamente con las obras de Prabha, tenía como objetivo mostrar un poco de la India, tanto del pasado como del presente, en las oficinas de reservas y los espacios de la aerolínea en todo el mundo. Air India también le encargó un mural para la sala de espera de su oficina de reservas de Bangkok. En 2023, esta colección fue cedida a la Galería Nacional de Arte Moderno del Ministerio de Cultura de la India, en Nueva Delhi.

#### Embajada de la India en Tokio
La Embajada de la India en Tokio también encargó a B. Prabha un mural.

#### Tata Institute of Fundamental Research
Entre 1962 y 1963, B. Prabha formó parte de un pequeño grupo de aclamados artistas jóvenes que fueron invitados a participar en un concurso para crear la obra más significativa encargada por el Tata Institute of Fundamental Research: un mural de más de 13 pies que se ejecutaría en el vestíbulo central del edificio. Aunque no ganó el concurso y el encargo fue finalmente otorgado al artista Maqbool Fida Husain, la pintura propuesta por B. Prabha (Luna Negra, 1963) como maqueta sigue exhibiéndose cerca de allí.

#### Colección corporativa de Citi India
Al menos cuatro de las obras de B. Prabha forman parte de la Colección Corporativa de Citi India.

### Exposiciones
A lo largo de su vida, B. Prabha realizó más de 50 exposiciones tanto en la India como fuera del país. Realizó dos exposiciones individuales en la Galería Kumar de Delhi en 1959 y 1961. Su exposición individual Shradhanjali en Bombay en 1993 se la dedicó a su difunto esposo B. Vithal. El trabajo de B. Prabha también formó parte de la exposición colectiva Pintores indios contemporáneos, en la Galería de Arte Jehangir, en Bombay, en 1996. Participó, asimismo, en la Exposición de Arte del Estado de Bombay en 1958, recibiendo el primer premio.

## Premios y reconocimientos
Fue galardonada con el primer premio en la Exposición de Arte del Estado de Bombay en 1958. Además, recibió los premios de la Sociedad de Bellas Artes y Oficios de toda la India (AIFACS) en Nueva Delhi.
A título póstumo, el trabajo de B. Prabha apareció en exposiciones tales como la de Winter Moderns, en la Galería Aicon de Nueva York, o la exposición Pot Pourri en la Galería Beyond, Bombay, ambas en 2008.
En 2004, su obra fue presentada por primera vez en la 60.ª Bienal de Venecia.